# Meerzorg Stadion
Het  Meerzorg Stadion is een voetbalstadion in Meerzorg in het district Commewijne in Suriname. Het ligt aan de Oost-Westverbinding, nabij Paramaribo.
Het stadion heeft capaciteit voor 1.300 bezoekers. Het is de thuisbasis voor de Eerste Divisie-clubs SV Excelsior en SV Nishan 42.